# 二子山部屋
二子山部屋，是日本相撲協會下的相撲部屋，屬出羽海一門。

## 歴史
2018年4月1日，前武藏川部屋大關雅山哲士(二子山)連同五個低級力士從前同門武雙山正士主持的藤島部屋分家，最初地址在埼玉縣所澤市，後搬到東京都葛飾區。
截至2023年1月部屋有14名力士，第一個關取是有蒙古與俄羅斯血統的狼雅外喜義，於2018年11月首次亮相。在2022年11月的比賽中晉陞為十兩，他成為部屋的第一位關取。一年後，即2023年11月，他被提升為幕內級力士(第二個關取是日泰混血十兩力士生田目龍也)。
2023年2月7日，二子山部屋與大島部屋和九重部屋一起與東京葛飾區簽署了夥伴關係和合作協定。該協定旨在進一步合作，包括旅遊、文化、體育和教育推廣等廣泛領域，並密切合作振興當地社區。
2023年5月，部屋推出了自己的YouTube頻道名為“Sumo Food”。該頻道以力士的膳食和日常生活為特色。不同尋常的是，該頻道選擇包括英文字幕，使該頻道特別受外國觀眾的歡迎。2024年1月，該頻道成為日本訂閱人數增長最快的YouTube頻道之一，部分影片的觀看次數也超過了百萬次。